# الملابس الثقيلة

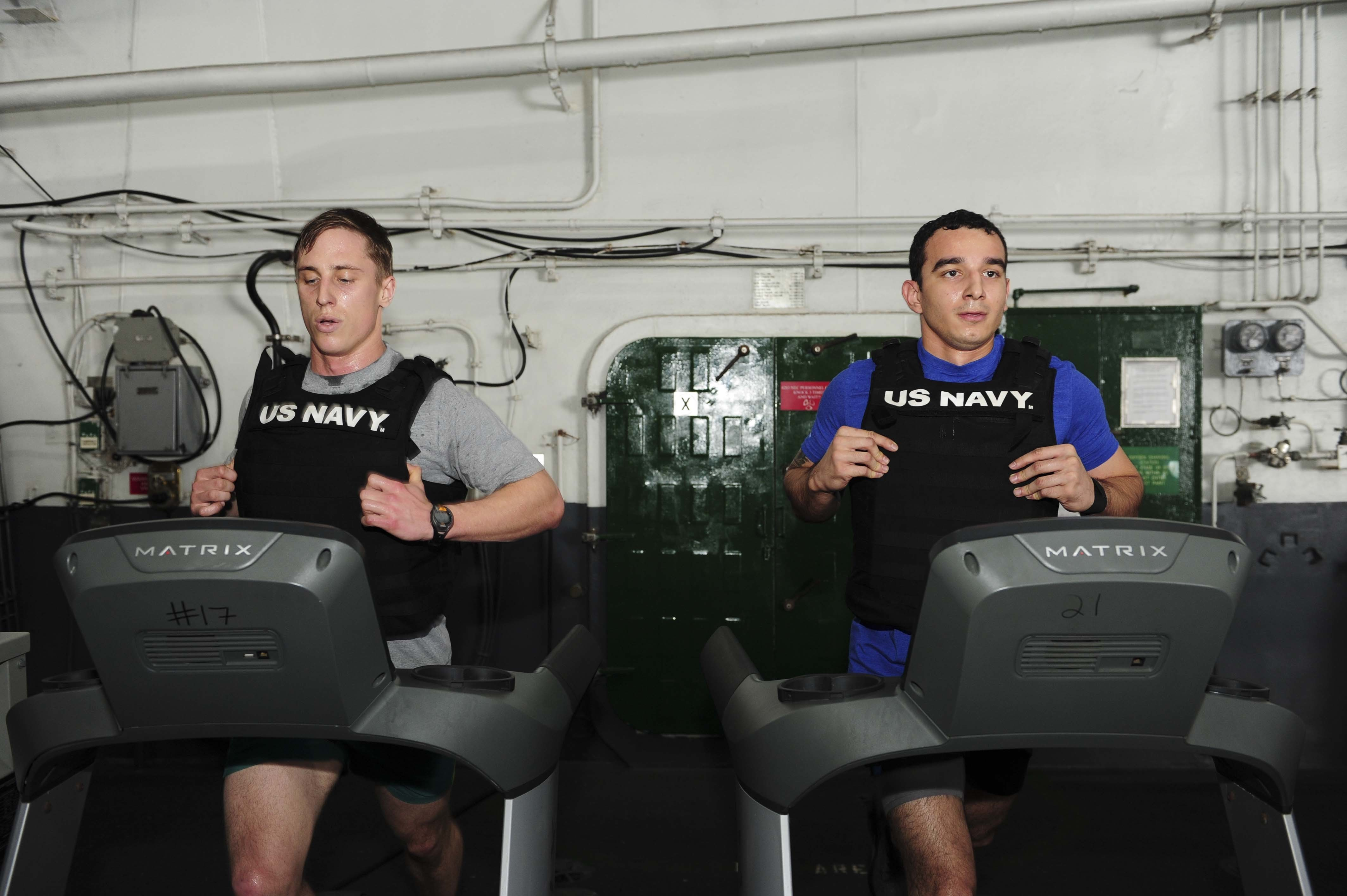
رجلان يركضان على جهاز المشي بينما يرتديان سترات بوزن 20 رطلًا.

الملابس ذات الوزن الثقيل هي الملابس التي تحتوي على مواد ثقيلة مدمجة فيها لزيادة الوزن لأجزاء مختلفة من الجسم، عادةً؛ بمثابة جزء من تمارين المقاومة. يتحقق التأثير من طريق ربط القطع الموزونة بالجسم (أو بملابس أخرى)، ما يترك اليدين حرتين للإمساك بالأشياء. على عكس الأوزان أوالاآلات التي يجري حملها، يمكن أن تجعل الملابس المثقلة المستخدمين أكثر قدرة على القيام بمجموعة متنوعة من الحركات والعمل اليدوي. في بعض الحالات، يمكن ارتداء ملابس ثقيلة معينة تحت الملابس العادية لإخفاء استخدامها للسماح بممارسة الرياضة في البيئات غير الرسمية.
يعد استخدام الملابس المثقلة شكلاً من أشكال تدريب المقاومة، وهو عمومًا نوع من تمارين رفع الأثقال. إضافةً إلى التأثير الأكبر للجاذبية على الشخص، فإنه يضيف أيضًا مقاومة في أثناء الحركات الذاتية، نظرًا إلى زيادة القوة اللازمة للتغلب على القصور الذاتي للكتل الأثقل، فضلًا عن الزخم الأكبر الذي يحتاج إلى التباطؤ في نهاية الحركة لتجنب الإصابة. تزيد هذه الطريقة من كتلة العضلات أو تفقد الوزن؛ ومع ذلك، هنالك مخاوف بشأن سلامة بعض استخدامات الأوزان، مثل أوزان المعصم والكاحل.
تعمل عادةً بهيئة أوزان صغيرة، مرتبطة لزيادة القدرة على التحمل عند إجرائها في أحداث متكررة طويلة، مثل الجري أو السباحة أو اللكم أو الركل أو القفز. يمكن أيضًا استخدام الملابس ذات الأوزان الثقيلة للحركات البطيئة والمنضبطة، ووسيلةً لإضافة مقاومة لتمارين وزن الجسم.

## الجزء العلوي من الجسم

### العضد
تعد أوزان أعلى الذراع طريقة أخرى لإضافة وزن قريب من القلب يتجاوز وزن السترة المثقلة، أو لإضافة مقاومة للكتفين مع خطر أقل على المرفقين من أوزان المعصم أو إجهاد العضلة ذات الرأسين أو العضلة ثلاثية الرؤوس.  تتشابه مشكلة في هذه الأوزان مع أوزان الفخذ من ناحية أن أولئك الذين لديهم عضلات ذات رأسين كبيرة أو ثلاثية الرؤوس أو دهون حول المنطقة؛ قد يعانون من ضيق، ويمكن أن يكون الشد المطلوب إجهادًا في التمارين التي تتضمن تمديد الكوع، ما يجعلها أكثر ملاءمة لحركات الساق والجذع.

### المعصم
تستخدم أوزان المعصم بدلًا من حمل الأثقال (أو ملحقة لها) أو غيرها من الأوزان المحمولة باليد، طريقةً لإضافة مقاومة قوية لحركة الذراعين. مثل أوزان الكاحل، لا ينصح بممارسة الحركات الانفعالية، وإذا فعلت، يجب ممارستها تدريجيًا، مع التسارع قبل التمديد الكامل، وكذلك تقليله تدريجيًا، لتجنب إصابات التمديد المفرط. تعد أوزان المعصم مفيدة من ناحية أنها لا تتطلب قبضة قوية أو تمديد للمعصم لمقاومة الذراع الإضافية مثل الأوزان المحمولة باليد.  مضار أوزان المعصم هو أن الشدة المطلوب لإيقاف الحركات يمكن أن يزيد الأضرار لدى المصابين بمتلازمة النفق الرسغي.

### القفازات
تخدم القفازات ذات الأوزان غرضًا مشابهًا لأوزان المعصم. عمومًا، تُرتدى  للتحضير للملاكمة بطريقة ما. ميزتها، إلى جانب الزيادة الطفيفة في المسافة للرافعة المؤثرة، هي عدم وجود إجهاد على الرسغ من عزل الوزن هناك، وتحسين محاكاة قفازات الملاكمة. إنها ليست ثقيلة جدًا بشكل عام، ونظرًا إلى أنها تحد من القبضة على أية حال، إلا إذا جرى استخدامها لممارسة ضربات محددة بقبضات اليد، فإن الأثقال  الخفيفة أكثر شيوعًا.

## الاستخدام العلاجي
العلاج بالتكامل الحسي، وهو علاج شائع للأطفال المصابين بالتوحد وإعاقات النمو الأخرى، غالبًا ما يستخدم سترات ثقيلة، وأحزمة ثقيلة، وبطانيات ثقيلة، وفقًا للنظرية القائلة بأن المشكلات السلوكية مثل عدم الانتباه والصورة النمطية ترجع إلى الحساسية المفرطة أو الناقصة للمدخلات الحسية، وأن الأحزمة ذات الوزن الثقيل والبطانيات المُثقلة توفر ردود فعل تحسسية ذات تأثير مهدئ. يتوفر قدر محدود فقط من البحث العلمي حول هذا العلاج، ولكنها لا تشير إلى تحسن كبير مع الأوزان.